# The Sly Trilogy
The Sly Trilogy (título que se traduce como La Trilogía de Sly) es el título del cuarto videojuego de la serie Sly Cooper en las regiones PAL, como Europa, siendo el título original The Sly Collection (La Colección de Sly). El videojuego es una remasterización para la consola PlayStation 3 de tres juegos, Sly Raccoon, Sly 2: Ladrones de Guante Blanco, y Sly 3: Honor entre ladrones, todos títulos de PlayStation 2. The Sly Trilogy unifica estos tres juegos bajo el mismo título en un solo disco Blu-Ray, formando parte de la coleeción Classics HD (“Clásicos remasterizados en HD”), de Sony. Originalmente, los juegos fueron desarrollados por Sucker Punch Productions, mas la remasterización fue trabajo de Sanzaru Games, publicada, como siempre, por Sony Computer Entertainment. El 29 de noviembre de 2011, The Sly Trilogy salió a la venta en la PlayStation Store, además de los tres juegos remasterizados para descarga independientes entre sí. El juego incluye como novedad algunos minijuegos y trofeos desbloqueables en las tramas de los videojuegos y con los minijuegos adicionales.

## Detalles de la remasterización
Las historias y elementos de los tres juegos no han sufrido alteración ninguna en la remasterización. El único cambio resulta en que los tres juegos han mejorado sus gráficos a través de técnicas modernas para pasar a tener una resolución 720p. Cuando el juego está en modo 3D, va a 30fps (treinta fotogramas por segundo), mientras que en el modo normal va a 60fps (sesenta fotogramas por segundo). Para los tres juegos se han incluido trofeos desbloqueables, habiendo un único trofeo platino en cada título.

## Otras características
En el juego se incluyen minijuegos para los que son necesarios el uso de PlayStation Move, además de la modalidad 3D en los títulos. También se incluyen Trofeos desbloqueables. Completando los tres juegos, se desbloquea un tráiler preliminar de Sly Cooper: Ladrones en el Tiempo. Estas características no se incluyen en las versiones descargables independientes de los juegos.

## Desarrollo
La unificación fue trabajo de Sanzaru Games, quien desarrollaba una demo del aún desconocido Sly 4, un nuevo título de la serie Sly Cooper para PlayStation 3, mientras que Sucker Punch Productions, los creadores originales de los juegos, trabajaban en la serie inFamous. A Sony le impresionó el trabajo realizado por Sanzaru Games y les dio los derechos para la conversión de la trilogía original en alta definición. El 9 de noviembre de 2010 salía por primera vez a la venta The Sly Trilogy bajo su título original en Norteamérica. En Europa fue lanzada a la venta el 3 de diciembre de 2010.

## Recepción
The Sly Trilogy recibió, por lo general, buenas críticas. Brett Elston de Games Radar le dio un nueve sobre diez, manteniendo que «es una maravillosa y bien merecida reintroducción al mercado de algunos fantásticos videojuegos que parecían estar olvidados». En IGN recibió un ocho con cinco sobre diez y el premio a la “Edición honorífica de los redactores”. En Eurogamer obtuvo nueve sobre diez, al igual que en la revista oficial de PlayStation, la PlayStation: The Official Magazine donde se comentó «es rara la combinación entre precio bajo y juego de gran calidad, parece que lo hayamos conseguido gracias a las habilidades del robo del mismísimo Sly». Resultó ser el juego del mes para PlayStation 3 en noviembre en la IGN.